# Altınordu FK
Maillots
Dernière mise à jour : 10 mai 2025.
L'Altinordu FK est un club turc de football basé à Izmir. Le club est fondé en 1923. Son nom provient du héros symbolique qui est Said Altınordu (en) . Ses couleurs sont le rouge et le bleu.
L'équipe évolue au sein de la deuxième division turque depuis 2014.

## Historique
Le club évolue en première division turque pendant 10 saisons : de 1959 à 1965, puis de 1966 à 1970. Il réalise sa meilleure performance lors de la saison 1961-1962, où il se classe 8e du championnat, avec 14 victoires, 13 nuls et 11 défaites.
Il joue en deuxième division turque pendant de nombreuses saisons : tout d'abord en 1965-1966, puis de 1970 à 1978, ensuite de 1979 à 1992, et enfin depuis 2014.

## Parcours
- Championnat de Turquie : 1959-1965, 1966-1970
- Championnat de Turquie de deuxième division : 1965-1966, 1970-1978, 1979-1992, 2014-
- Championnat de Turquie de troisième division : 1978-1979, 1992-1996, 2008-2009, 2011-2012, 2013-2014
- Championnat de Turquie de quatrième division : 2003-2008, 2009-2011, 2012-2013